# Addy-Waku Menga
Ardiles-Waku Menga (meist nur Addy-Waku Menga; * 28. September 1983 in Kinshasa) ist ein ehemaliger kongolesischer Fußballspieler, der auch die deutsche Staatsangehörigkeit besitzt.

## Karriere

### Im Verein
Der Stürmer war in den Jugendmannschaften von Amis Luanga im Kongo und des TSV Venne in Deutschland aktiv gewesen, bevor er über die Jugendmannschaften des VfL Osnabrück zur in der Regionalliga Nord antretenden ersten Mannschaft des VfL gelangte, für die er am 3. November 2001 (15. Spieltag) der Saison 2001/02 gegen den Chemnitzer FC debütierte. Erst in der Saison 2002/03 absolvierte Menga weitere sieben Regionalliga-Einsätze und stieg mit dem VfL Osnabrück in die 2. Bundesliga auf. Am 14. Spieltag der Saison 2003/04 erzielte Menga gegen Alemannia Aachen seine ersten beiden Tore für den VfL, der zum Saisonende wieder in die Regionalliga abstieg. Dort entwickelte sich Menga zum Stammspieler und erzielte in drei Saisons 33 Tore in 90 Einsätzen, wobei er mit 15 Toren in der Saison 2006/07 Anteil am Wiederaufstieg Osnabrücks hatte. Zudem schoss er den VfL mit zwei Treffern beim 2:1-Sieg gegen Borussia Mönchengladbach am 25. Oktober 2006 ins Achtelfinale des DFB-Pokals, nachdem er bereits in der ersten Runde sein erstes Tor in diesem Wettbewerb erzielt hatte. Hierdurch wurde auch der Bundesliga-Aufsteiger Hansa Rostock auf Menga aufmerksam und verpflichtete ihn zur Saison 2007/08 nach 114 Pflichtspieleinsätzen für Osnabrück, darunter zwölf in der zweiten Bundesliga und vier im DFB-Pokal.
In Rostock spielte Menga in erster Linie für die zweite Mannschaft, mit der er aus der Oberliga Nordost in die Regionalliga aufstieg. Mit der ersten Mannschaft stieg er hingegen aus der Bundesliga in die 2. Bundesliga ab. Nachdem Rostock in dieser während der Hinrunde 2008/09 erneut in Abstiegsgefahr geraten war, wurde Menga zur Winterpause als einer von vier Spielern aus dem Kader der Ostseestädter gestrichen. Am 7. Januar 2009 unterschrieb er bei Werder Bremen einen Vertrag und kam in der U-23 zum Einsatz, für die er insgesamt 43-mal auf dem Platz stand und sieben Treffer erzielte.
Zur Saison 2010/11 wechselte Menga dann zum SV Wehen Wiesbaden, für den er am 24. Juli 2010 unter Trainer Gino Lettieri im Spiel gegen die SpVgg Unterhaching sein Debüt gab.
Nachdem sein Vertrag beim SV Wehen Wiesbaden im Sommer 2012 nicht verlängert worden war, war Menga vereinslos. Im September 2012 bestritt er ein Probetraining beim Drittligisten Preußen Münster und wurde daraufhin bis zum Ende der Saison 2012/13 unter Vertrag genommen. Zum Saisonende erhielt er in Münster keinen neuen Vertrag.
Im Juli 2013 folgte ein Wechsel zum VfB Oldenburg. Dort erzielte er in den ersten drei Ligaspielen alle sechs Tore seiner Mannschaft. Nachdem Menga in der Saison 2013/14 mit insgesamt 23 für den VfB Oldenburg erzielten Toren in 32 Spielen Torschützenkönig der Regionalliga Nord geworden war, kehrte er zur Saison 2014/15 wieder zum VfL Osnabrück zurück.
Im Vorfeld des letzten VfL-Saisonspiels 2016/17 gegen den SC Paderborn 07 war Menga Teil eines Vorfalls, der Ermittlungen wegen des Verdachts der versuchten Spielmanipulation nach sich zog. Menga und Marc Heider wurden von ihrem Teamkollegen Tobias Willers animiert, bei befreundeten Spielern des abstiegsbedrohten SV Werder Bremen II nach einer nicht näher definierten Prämie zu fragen, als Gegenleistung dafür, im Spiel gegen Paderborn die volle sportliche Leistung abzurufen. Zu einer Wettbewerbsverzerrung konnte es jedoch nicht kommen, da keiner der drei Spieler im Spiel eingesetzt wurde. Menga wurde in der Sommerpause 2017 durch das DFB-Sportgericht wegen „unsportlichen Verhaltens“ zu vier Spielen Sperre sowie einer Geldstrafe von 2000 Euro verurteilt, legte gegen dieses Urteil jedoch Einspruch ein.
Nach drei Saisons in Osnabrück mit 78 Einsätzen und 15 Toren wechselte Menga zur Saison 2017/18 zum Nord-Regionalligisten BSV Rehden. Dort kam er in fünf Saisons auf 95 Liga-Einsätze und 31 Tore.
Zur Saison 2022/23 wechselte Menga zu den Sportfreunden Lotte in die Oberliga Westfalen. Im letzten Spiel der Saison 2023/24 gegen den TuS Ennepetal – seinem ersten Saisoneinsatz – schoss er nach Einwechslung in der 86. Minute das Tor zum 4:0-Endstand und trug damit zu Lottes Meisterschaft in der Oberliga Westfalen und dem Erreichen der DFB-Pokal-Hauptrunde bei. Danach beendete er seine Karriere als Spieler im höheren Ligenbereich.

### In der Nationalmannschaft
Am 22. Mai 2010 kam Menga zu seinem Nationalmannschaftsdebüt für die DR Kongo. Er wurde in einem Freundschaftsspiel gegen Saudi-Arabien eingewechselt.

## Gewerkschaftstätigkeit
Menga war Vertreter der 3. Liga bzw. der Regionalligen im Spielerrat der Spielergewerkschaft Vereinigung der Vertragsfußballspieler (VdV).